# 마그마굄

11번이 마그마굄

마그마굄(magma chamber)은 지각에서 마그마가 축적되는 부분이다. 여기에 마그마가 있을 때, 마그마는 고압 하에 있으며 그 중 마그마는 점차 분화되어 간다. 그리고 이 마그마가 지상에 올 때 그것을 분화라고  하며, 주로 화산에서 볼 수 있다.

## 위치
지하 수십km의 심부에서 생성된 마그마는 고온의 액체이기 때문에 주위의 단단한 암석보다 비중이 작고 부력에 의해 서서히 상승한다. 지하 5km에서 10km 정도의 위치까지 오면 주변의 단단한 암석도 깊은 만큼 고압을 받고 있지 않기 때문에, 마그마와 같은 정도의 비중이 마그마는 부력을 잃고 체류하는 것으로 생각하고 있다.
마그마굄은 발견이 어려운 지표에서 1km ~ 10km 정도의 깊이에 존재하는 것이 현재 발견되고 있다. 지구 과학적으로 살펴보면, 지표로부터 10km라고 하는 것은 매우 얕은 것이며, 더 이상 깊이에 존재하지만, 아직까지 마그마굄이 큰 구멍인지, 아니면 미세한 균열에 마그마가 들어간 같은 것인가하는 점은 아직 알려져 있지 않다. 마그마굄의 크기는 몇 km 정도로 생각할 수 있다.

## 같이 보기
- 대수층
- 모기 기요